# Consell de Ministres d'Espanya (XI Legislatura)

Escut d'Espanya des de 1981

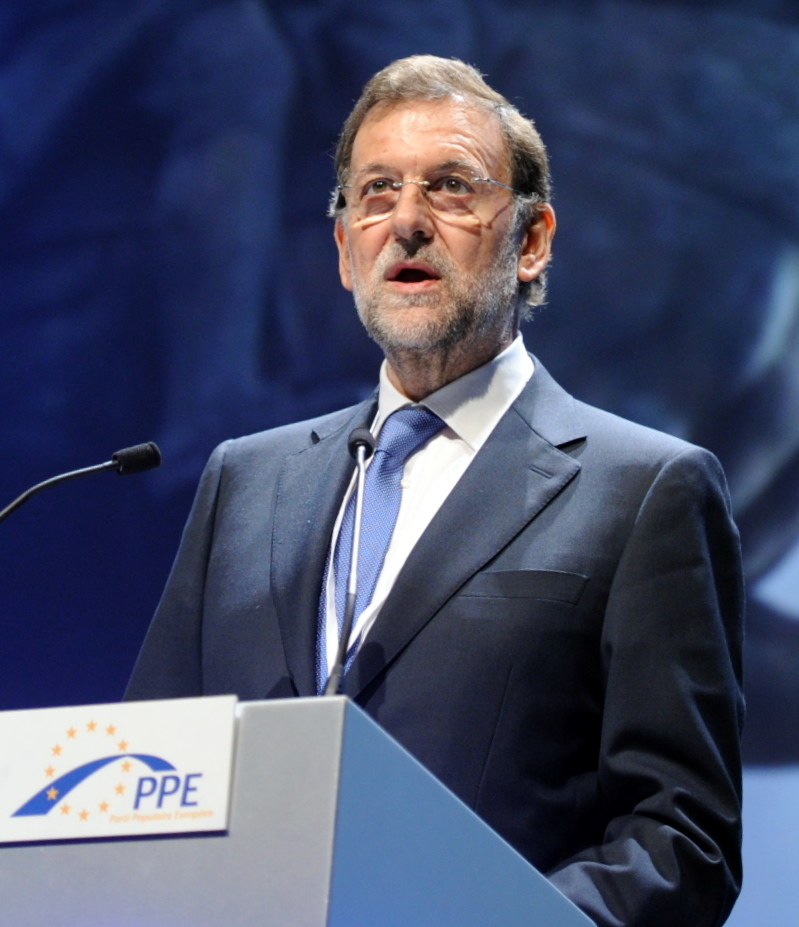
Mariano Rajoy Brey, President del Govern d'Espanya.

El Consell de Ministres d'Espanya de la XI Legislatura és el Consell de Ministres que seguí a les eleccions generals realitzades al desembre de 2015. En no aconseguir-se investir un president del govern el Consell de Ministres de la X Legislatura continuà en funcions. El juny de 2016 es realitzaren unes noves eleccions i el Consell de Ministres continuà en funcions fins al 4 de novembre del mateix any, un cop aconseguit formar-se govern, si bé amb alguns retocs.

## Estructura
| President del Govern                                                     | Mariano Rajoy Brey                 |                       |
| Càrrec                                                                   | Titular                            |                       |
| ------------------------------------------------------------------------ | ---------------------------------- | --------------------- |
| Càrrec                                                                   | 22 de desembre de 2015             | 4 de novembre de 2016 |
| Vicepresidenta del Govern Ministra de la Presidència Portaveu del Govern | Soraya Sáenz de Santamaría         |                       |
| Ministre d'Afers Exteriors i Cooperació                                  | José Manuel García-Margalló Marfil |                       |
| Ministre de Justícia                                                     | Rafael Catalá Polo                 |                       |
| Ministre de l'Interior                                                   | Jorge Fernández Díaz               |                       |
| Ministre d'Economia i Competitivitat                                     | Luis de Guindos Jurado             |                       |
| Ministre d'Agricultura, Alimentació i Medi Ambient                       | Isabel García Tejerina             |                       |
| Ministre d'Indústria, Energia i Turisme                                  | José Manuel Soria López            |                       |
| Ministra de Sanitat, Serveis Socials i Igualtat                          | Alfonso Alonso                     |                       |
| Ministra de Foment                                                       | Ana Pastor Julián                  |                       |
| Ministre d'Hisenda i Administracions Públiques                           | Cristóbal Montoro Romero           |                       |
| Ministre de Defensa                                                      | Pedro Morenés Eulate               |                       |
| Ministre d'Educació, Cultura i Esport                                    | Iñigo Méndez de Vigo Montojo       |                       |
| Ministra de Treball i Seguretat Social                                   | Fátima Báñez García                |                       |